# Rugby Africa Cup 2021-2022
Rugby Africa Cup 2021-22 (in francese Coupe d'Afrique 2021-22; in inglese 2021-22 Rugby Africa Cup) fu il 19º campionato africano di rugby a 15; organizzato da Rugby Afrique, funse anche come zona continentale di qualificazione alla Coppa del Mondo 2023.
Per motivi legati alla sicurezza dei giocatori a seguito della pandemia di COVID-19, la fase finale del torneo si tenne in Francia tra Aix-en-Provence e Marsiglia.
Ad aggiudicarsi l'accesso diretto alla Coppa del Mondo la Namibia, campione africana per la nona volta, che vinse in finale sul Kenya, a sua volta destinato ai ripescaggi.

## Squadre partecipanti
| Turno preliminare | Campionato africano | Campionato africano | Campionato africano | Campionato africano |
| Turno preliminare | Girone A            | Girone B            | Girone C            | Girone D            |
| ----------------- | ------------------- | ------------------- | ------------------- | ------------------- |
| Burkina Faso      | Costa d'Avorio      | Kenya               | Algeria             | TBD                 |
| Burundi           | Madagascar          | Senegal             | Ghana               | Tunisia             |
| Camerun           | Namibia             | Zambia              | Uganda              | Zimbabwe            |

## Formula
Alla Coppa parteciparono 14 squadre nazionali africane.
Il Sudafrica, campione del mondo in carica, non prese parte alla manifestazione.
- Turno preliminare (giugno 2021): tre squadre, Burkina Faso, Burundi e Camerun affrontarono un turno preliminare, detto di ripescaggio, a Ouagadougou per ridurre le 14 squadre a 12[3].
- Primo turno (luglio 2021): fase a gironi composta dalle 11 squadre già ivi ammesse più la vincitrice del turno preliminare; le 12 squadre furono ripartite in 3 gironi da 4 squadre ciascuno, ospitati in uno dei Paesi facenti parte di ciascuno di esso. Il girone A fu assegnato a Windhoek in Namibia, il girone B a Nairobi in Kenya, il girone C a Kampala in Uganda e il girone D a Tunisi; tuttavia la Namibia fu colpita da un picco di contagi di COVID-19 e impose chiusure che resero impossibile disputare il girone, che fu quindi riassegnato alla Costa d'Avorio, che scelse la città di Grand-Bassam per la disputa delle gare[4]. Peggiore la situazione della Tunisia che, impossibilitata a ospitare il proprio girone, vide negare dal governo l'espatrio ai propri giocatori per ragioni sanitarie e fu costretta a ritirarsi dalla competizione; il girone fu ospitato ad Harare, in Zimbabwe[5].
- Secondo turno (luglio 2022): fase a eliminazione diretta tra le prime due classificate di ogni girone. Il 20 settembre 2021 il comitato esecutivo di Rugby Afrique deliberò di disputare la fase a play-off del torneo in Francia, la cui federazione aveva offerto disponibilità a garantire logistica e protezione sanitaria; le sedi scelte furono nel sud del Paese, ad Aix-en-Provence e Marsiglia[6]. Lo schema delle gare a eliminazione fu il seguente:

- quarto di finale 1: vincitore gruppo A – secondo gruppo D;
- quarto di finale 2: vincitore gruppo D – secondo gruppo A;
- quarto di finale 3: vincitore gruppo B – secondo gruppo C;
- quarto di finale 4: vincitore gruppo C – secondo gruppo B.

Le gare per i primi quattro posti seguirono quindi il seguente schema:
- semifinale 1: vincitori quarti di finale 1 e 2;
- semifinale 2: vincitori quarti di finale 3 e 4.

La finale si tenne tra le due squadre vincitrici delle semifinali, mentre invece le due sconfitte disputarono la finale per il terzo posto. Per i posti, altresì, dal quinto all'ottavo gli accoppiamenti furono:
- semifinale 1: sconfitti quarti di finale 1 e 2;
- semifinale 2: sconfitti quarti di finale 3 e 4.

Le vincenti di queste ultime due partite disputarono la finale per il quinto posto, le sconfitte quelle per il settimo.
Al termine del torneo, la squadra campione africana fu quella qualificata direttamente alla Coppa del Mondo 2023, mentre la finalista sconfitta fu quella ammessa ai ripescaggi.

## Turno preliminare
| Arbitro: | Sylvain Mané |

|                |      |                                                                             |
|                | mt   | 1’ K. Démé 26’ Yameogo 33’, 38’ P. Traoré 45’, 68’ Tioro 49’ Bancé 58’ Salé |
|                | tr   | 1’, 26’, 68’ K. Démé                                                        |
| Iradukunda 72’ | c.p. | 15’, 24’ K. Démé                                                            |

| Arbitro: | Àÿmèn Jriji |

|                |      | |
|                | mt   | 11’, 17’ Touko 27’, 61’ Mbassa 34’, 38’, 70’ Hassan 40’ Tsague 43’ Mengue 45’ Chimi 59’ Nekongo 64’ Essome 79’ Ongoudou |
|                | tr   | 11’, 34’, 38’, 40’, 43’, 61’, 79’ Touko 59’ Chimi                                                                       |
| Iradukunda 37’ | c.p. | |

| Arbitro: | Saudah Adiru |

|                                   |      |                |
| Traoré 12’ Tioro 44’ Sawadogo 61’ | mt   | 50’ Moteyo     |
| A. Démé 44’                       | tr   | 50’ Touko      |
|                                   | c.p. | 26’, 71’ Touko |

### Classifica
| Pos | Squadra      | G | V | N | P | PF | PS  | DP   | BMP | Pt |
| --- | ------------ | - | - | - | - | -- | --- | ---- | --- | -- |
| 1   | Burkina Faso | 2 | 2 | 0 | 0 | 69 | 16  | +53  | 1   | 9  |
| 2   | Camerun      | 2 | 1 | 0 | 1 | 94 | 20  | +74  | 2   | 6  |
| 3   | Burundi      | 2 | 0 | 0 | 2 | 6  | 133 | −127 | 0   | 0  |

## Fase a gironi

### Girone A
| Arbitro: | Heykel Bahroun |

|                     |      |                                 |
| Nortjé 32’ Klim 71’ | mt   | 5’ Meité 12’ Diallo 40’ tecnica |
|                     | tr   | 5’, 12’ Kosse                   |
| Kisting 20’         | c.p. | 36’ Kosse                       |

| Arbitro: | Precious Pazani |

|                  |      |                                                                             |
| Mahavy 48’       | mt   | 13’ Booysen 20’ v. Zyl 32’ Tromp 44’, 65’ Nortjé 52’ T. Kisting 80’ Thirion |
| Hery 49’         | tr   | 20’, 32’, 80’ T. Kisting 52’ Swartz                                         |
| Rasoloniaina 76’ | c.p. | 13’, 36’, 74’ T. Kisting                                                    |

| Arbitro: | Heykel Bahroun |

|                          |      |                                                           |
| Diallo 45’ Rabetsara 80’ | mt   | 30’ Rabemananjara 40’ Ratsimandresy 55’, 66’ Rasoloniaina |
|                          | tr   | 30’, 40’ Rasoloniaina                                     |
| Kosse 6’, 13’, 18’       | c.p. |                                                           |

#### Classifica girone A
| Pos | Squadra        | G | V | N | P | PF | PS | DP  | BMP | Pt |
| --- | -------------- | - | - | - | - | -- | -- | --- | --- | -- |
| 1   | Namibia        | 2 | 1 | 0 | 1 | 65 | 34 | +31 | 1   | 5  |
| 2   | Costa d'Avorio | 2 | 1 | 0 | 1 | 43 | 37 | +6  | 1   | 5  |
| 3   | Madagascar     | 2 | 1 | 0 | 1 | 34 | 71 | −37 | 0   | 4  |

### Girone B
| Arbitro: | Saudah Adiru |

|                   |      |                         |
| Mukidza 35’       | mt   | 44’ Kane 80+2’ Pompidou |
| Kubu 35’          | tr   | 44’ N’Diaye 80+2’ Sakho |
| Kubu 8’, 14’, 59’ | c.p. | 26’, 40’ N’Diaye        |
| Kubu 67’          | drop |                         |

| Arbitro: | Nicardo Pienaar |

|                        |      |            |
| Soumah 21’ N'Diaye 40’ | mt   | 3’ Kamanga |
| N'Diaye 21’, 40’       | tr   |            |
| N'Diaye 14’, 34’       | c.p. |            |

| Arbitro: | Nicardo Pienaar |

|                                                            |      |             |
| Chenge 3’ Tanga 19’ Kubu 30’, 40’ Chisanga 43’ Nyambua 66’ | mt   | 52’ Kalumba |
| Kubu 3’ Coulson 30’, 40’                                   | tr   |             |
| Kubu 13’                                                   | c.p. | 22’ Mukosa  |
| Kubu 34’                                                   | drop |             |

#### Classifica girone B
| Pos | Squadra | G | V | N | P | PF | PS | DP  | BMP | Pt |
| --- | ------- | - | - | - | - | -- | -- | --- | --- | -- |
| 1   | Senegal | 2 | 2 | 0 | 0 | 40 | 24 | +16 | 0   | 8  |
| 2   | Kenya   | 2 | 1 | 0 | 1 | 61 | 28 | +33 | 2   | 6  |
| 3   | Zambia  | 2 | 0 | 0 | 2 | 13 | 62 | −49 | 0   | 0  |

### Girone C
| Arbitro: | Talend Gandiwa |

|                                                                                |      |                          |
| Faragi 3’ Okia 14’, 57’ Odongo 27’ Ayera 40+1’, 68’ Ofoywroth 52’ Kanyanya 77’ | mt   | 31’ Scott 35’ Twum-Boafo |
| Kasito 14’, 27’, 40+1’, 52’, 57’                                               | tr   | 35’ Appiah               |
| Magomu 9’                                                                      | c.p. |                          |

| Arbitro: | Saudah Adiru |

|                                         |      |                             |
| Meneghin 15’ Kardon 34’ B. Caminati 40’ | mt   | 55’ tecnica 73’, 80’ Lesley |
| Lorée 40’                               | tr   | 80’ Appiah                  |
| Lorée 19’                               | c.p. | 30’ Twum-Boafo              |

| Arbitro: | Victor Ojuku |

|                       |      |                                      |
| Odongo 21’ Kasito 32’ | mt   | 16’ Ouchéne 37’ Megdoud 55’ Batchali |
|                       | tr   | 16’, 55’ Lorée                       |
| Magomu 26’ Ebonga 59’ | c.p. | 3’ Lorée                             |

#### Classifica girone C
| Pos | Squadra | G | V | N | P | PF | PS | DP  | BMP | Pt |
| --- | ------- | - | - | - | - | -- | -- | --- | --- | -- |
| 1   | Uganda  | 2 | 1 | 0 | 1 | 69 | 34 | +35 | 2   | 6  |
| 2   | Algeria | 2 | 1 | 0 | 1 | 42 | 38 | +4  | 1   | 5  |
| 3   | Ghana   | 2 | 1 | 0 | 1 | 34 | 73 | −39 | 0   | 4  |

### Girone D
| Arbitro: | Sylvain Mané |

|          |      | |
|          | mt   | 5’, 45’ Katsevere 8’ Tshamala 15’ Chiwara 22’, 56’ Kundiona 34’, 77’ McNab 39’ Roche 40’ Nel 49’ Makoni 53’ Mangongo 73’ Makombe 79’ Burnett 80+4’ Mandiona |
|          | tr   | 5’, 15’, 22’, 34’, 39’, 40’, 45’, 53’, 56’ Chiwara 73’, 77’, 79’, 80+4’ White-Sharpley                                                                      |
| Démé 25’ | c.p. | |

| Arbitro: | Ignace N’Dr |

| |      |           |
| Chiwambutsa 3’, 56’ McNab 10’, 79’, 80’ Chieza 19’ Mudzekenyedzi 22’, 29’, 50’, 60’ Burnett 38’ Beevor 55’ Roche 62’ Mandivenga 68’ | mt   | 45’ Yamba |
| White-Sharpley 3’, 10’, 22’, 38’, 50’, 55’, 60’, 62’, 68’, 69’, 80’                                                                 | tr   |           |
| White-Sharpley 13’ | c.p. |           |

#### Classifica girone D
| Pos | Squadra      | G | V | N | P | PF  | PS  | DP   | BMP | Pt |
| --- | ------------ | - | - | - | - | --- | --- | ---- | --- | -- |
| 1   | Zimbabwe     | 2 | 2 | 0 | 0 | 196 | 8   | +188 | 2   | 10 |
| 2   | Burkina Faso | 2 | 0 | 0 | 2 | 8   | 196 | −188 | 0   | 0  |
| 3   | Tunisia      | 0 | 0 | 0 | 0 | 0   | 0   | 0    | 0   | 0  |

## Play-off
|  | Quarti di finale               | Quarti di finale               | Quarti di finale               |                                |                                | Semifinali                     | Semifinali                     | Semifinali                     |                                 |                                 | Finale                          | Finale                          | Finale                          |                           |                           |
|  |                                |                                |                                |                                |                                |                                |                                |                                |                                 |                                 |                                 |                                 |                                 |                           |                           |
|  | 1º luglio 2022, Marsiglia      |                                |                                |                                |                                |                                |                                |                                |                                 |                                 |                                 |                                 |                                 |                           |                           |
|  | A1                             | Namibia                        | 71                             |                                |                                |                                |                                |                                |                                 |                                 |                                 |                                 |                                 |                           |                           |
|  | D2                             | Burkina Faso                   | 5                              |                                |                                | 6 luglio 2022, Marsiglia       | 6 luglio 2022, Marsiglia       | 6 luglio 2022, Marsiglia       | 6 luglio 2022, Marsiglia        | 6 luglio 2022, Marsiglia        |                                 |                                 |                                 |                           |                           |
|  |                                |                                |                                |                                |                                | Namibia                        | 34                             |                                |                                 |                                 |                                 |                                 |                                 |                           |                           |
|  | 1º luglio 2022, Marsiglia      | 1º luglio 2022, Marsiglia      | 1º luglio 2022, Marsiglia      | 1º luglio 2022, Marsiglia      |                                |                                | Zimbabwe                       | 19                             |                                 |                                 |                                 |                                 |                                 |                           |                           |
|  | D1                             | Zimbabwe                       | 38                             |                                |                                |                                |                                |                                |                                 |                                 |                                 |                                 |                                 |                           |                           |
|  | A2                             | Costa d'Avorio                 | 11                             |                                |                                |                                |                                |                                |                                 |                                 | 10 luglio 2022, Marsiglia       | 10 luglio 2022, Marsiglia       | 10 luglio 2022, Marsiglia       | 10 luglio 2022, Marsiglia | 10 luglio 2022, Marsiglia |
|  |                                |                                |                                |                                |                                |                                |                                |                                |                                 |                                 |                                 | Namibia                         | 36                              |                           |                           |
|  | 2 luglio 2022, Aix-en-Provence | 2 luglio 2022, Aix-en-Provence | 2 luglio 2022, Aix-en-Provence | 2 luglio 2022, Aix-en-Provence | 2 luglio 2022, Aix-en-Provence |                                |                                |                                |                                 |                                 |                                 | Kenya                           | 0                               |                           |                           |
|  | C1                             | Uganda                         | 7                              |                                |                                |                                |                                |                                |                                 |                                 |                                 |                                 |                                 |                           |                           |
|  | B2                             | Kenya                          | 42                             |                                |                                | 6 luglio 2022, Aix-en-Provence | 6 luglio 2022, Aix-en-Provence | 6 luglio 2022, Aix-en-Provence | 6 luglio 2022, Aix-en-Provence  | 6 luglio 2022, Aix-en-Provence  |                                 | Finale 3º posto                 | Finale 3º posto                 | Finale 3º posto           |                           |
|  |                                |                                |                                |                                |                                | Kenya                          | 36                             |                                | 10 luglio 2022, Aix-en-Provence | 10 luglio 2022, Aix-en-Provence | 10 luglio 2022, Aix-en-Provence | 10 luglio 2022, Aix-en-Provence | 10 luglio 2022, Aix-en-Provence |                           |                           |
|  | 2 luglio 2022, Aix-en-Provence | 2 luglio 2022, Aix-en-Provence | 2 luglio 2022, Aix-en-Provence | 2 luglio 2022, Aix-en-Provence |                                |                                | Algeria                        | 33                             |                                 |                                 |                                 | Zimbabwe                        | 12                              |                           |                           |
|  | B1                             | Senegal                        | 12                             |                                |                                |                                |                                |                                |                                 |                                 | Algeria                         | 20                              |                                 |                           |                           |
|  | C2                             | Algeria                        | 35                             |                                |                                |                                |                                |                                |                                 |                                 |                                 |                                 |                                 |                           |                           |

### Quarti di finale
| Arbitro: | Sylvain Mané |

| |    |             |
| v. Jaarsveld 17’, 35’, 46’ Louis 23’, 40’ D. Rossouw 55’ Otto 62’ Greyling 67’, 73’ Conradie 71’ D. Burger 79’ | mt | 50’ Zebango |
| Loubser 23’, 40’, 46’, 55’, 62’, 67’, 71’ P. Steenkamp 79’                                                     | tr |             |

| Arbitro: | Vivien Praderie |

|                                                     |      |               |
| McNab 16’ Makombe 18’, 50’ Burnett 70’ Mandioma 78’ | mt   | 55’ Pilati    |
| Mudariki 50’ Mafura 78’                             | tr   |               |
| Mudariki 8’, 40’, 44’                               | c.p. | 3’, 10’ Kosse |

| Arbitro: | Anthony Woodthorpe |

|              |    |                                                          |
| Ochen 71’    | mt | 3’, 45’ Okeyo 11’ Ongera 33’ Asati 37’ Muteshi 55’ Akala |
| Wokorach 71’ | tr | 3’, 11’, 33’, 37’, 45’ Kinyangi 56’ Tavaga               |

| Arbitro: | Ludovic Cayre |

|                       |      |                                                   |
|                       | mt   | 55’ Lacroix 62’ tecnica 79’ Boundjema 80’ Megdoud |
|                       | tr   | 55’, 80’ B. Caminati                              |
| Folliot 12’, 24’, 34’ | c.p. | 14’ J. Caminati 26’, 62’ B. Caminati              |
| Folliot 7’            | drop |                                                   |

### Play-offper il 5º posto
|  | Semifinali     | Semifinali     | Semifinali |        |                | Finale quinto posto  | Finale quinto posto  | Finale quinto posto  |  |
|  |                |                |            |        |                |                      |                      |                      |  |
|  | Burkina Faso   | Burkina Faso   | 17         |        |                |                      |                      |                      |  |
|  | Burkina Faso   | Burkina Faso   | 17         |        |                |                      |                      |                      |  |
|  | Costa d'Avorio | Costa d'Avorio | 38         |        |                |                      |                      |                      |  |
|  | Costa d'Avorio | Costa d'Avorio | 38         |        | Costa d'Avorio | Costa d'Avorio       | 17                   |                      |  |
|  |                |                |            |        | Costa d'Avorio | Costa d'Avorio       | 17                   |                      |  |
|  |                |                | Uganda     | Uganda | 18             |                      |                      |                      |  |
|  | Uganda         | Uganda         | Uganda     | Uganda | 18             | 30                   |                      |                      |  |
|  | Uganda         | Uganda         |            |        |                | 30                   |                      |                      |  |
|  | Senegal        | Senegal        | 29         |        |                | Finale settimo posto | Finale settimo posto | Finale settimo posto |  |
|  | Senegal        | Senegal        | 29         |        |                |                      |                      |                      |  |
|  |                |                |            |        |                |                      |                      |                      |  |
|  |                |                |            |        |                | Burkina Faso         | Burkina Faso         | 30                   |  |
|  |                |                |            |        |                | Burkina Faso         | Burkina Faso         | 30                   |  |
|  |                |                |            |        |                | Senegal              | Senegal              | 44                   |  |

#### Semifinali
| Arbitro: | Nicardo Pienaar |

|                             |      |                                               |
| Ochen 26’ Wokorach 34’, 66’ | mt   | 9’ N’Diaye 40’ Gassama 53’ Fofana 60’ Mohamed |
| Wokorach 26’, 34’, 66’      | tr   | 9’, 40’, 53’ Folliot                          |
| Wokorach 50’, 73’, 79’      | c.p. | 76’ Folliot                                   |

| Arbitro: | Precious Pazani |

|                                    |    |                                                             |
| Compaoré 14’ A. Démé 26’ Bance 41’ | mt | 8’ Kosse 20’, 43’ Martin 48’ Oulai 71’ Diallo 77’ Coulibaly |
| K. Démé 26’                        | tr | 20’, 43’, 48’, 71’ Kosse                                    |

#### Finale per il 7º posto
| Arbitro: | Victor Ojuku |

|                                                  |      |                                                         |
| Sawadogo 28’ Bationo 40’ A. Démé 42’ K. Démé 65’ | mt   | 17’ Sakho 36’, 51’ Soumah 56’, 72’ Cissé 62’ Sougoufara |
| K. Démé 28’, 42’                                 | tr   | 36’, 51’, 62’, 72’ Folliot                              |
| K. Démé 4’, 69’                                  | c.p. | 25’, 47’ Folliot                                        |

#### Finale per il 5º posto
| Arbitro: | Talent Gandiwa |

|                       |      |                      |
| Diarra 12’ Diallo 72’ | mt   | 35’ Okia 46’ Wandera |
| Kosse 12’, 72’        | tr   | 47’ Magomu           |
| Kosse 50’             | c.p. | 3’ Magomu            |
|                       | drop | 70’ Jadwong          |

### Play-offper il titolo

#### Semifinali
| Arbitro: | Ben Blain |

|                                                  |      |                                                  |
| Okeyo 12’, 21’ Kinyangi 36’ Sifuna 53’ Adaka 62’ | mt   | 6’ Youcef 15’, 46’ Hamel 59’ Megdoud 68’ tecnica |
| Kinyangi 12’, 21’, 36’ Tavaga 53’                | tr   | 6’, 15’, 46’ B. Caminati                         |
| Tavaga 50’                                       | c.p. |                                                  |

| Arbitro: | Ludovic Cayre |

|                                                               |      |                                       |
| Mouton 9’ tecnica 39’ Venter 41’ J. Greyling 61’ Conradie 68’ | mt   | 30’ Kundiona 59’ Kanenungo 76’ Larkan |
| Loubser 9’, 41’                                               | tr   | 59’ Mudariki 76’ Nel                  |
| Loubser 55’                                                   | c.p. |                                       |

#### Finale per il 3º posto
| Arbitro: | Àÿmèn Jriji |

|                                  |      |                                          |
|                                  | mt   | 8’ Reynaud                               |
| Mudariki 9’, 18’, 21’ Mafura 44’ | c.p. | 34’, 50’ Lorée 63’, 70’, 80’ B. Caminati |

#### Finale
| Arbitro: | Ludovic Cayre |

| |              | |
| Conradie 17’, 34’, 78’ Deysel 80’ | mt           | |
| Loubser 35’ P. Steenkamp 78’ | tr           | |
| Loubser 24’, 49’, 60’, 67’ | c.p.         | |
| · D. Rossouw · J. Greyling · Deysel (c) · 76’ D. Burger · Mouton · 71’ Loubser · 63’ Stevens · 50’ Booysen · J. Venter · Conradie · Retief · 50’ A. Ludick · 63’ A. Coetzee · 63’ v. Jaarsveld · 52’ Sethie | Formazioni   | · Mukidza · Ojee 68’ · Onyala · Okoth · Injera · Coulson · Asati · Anami · Sikuta (c) · Nyambua 52’ · Okeyo 68’ · Onsando · Oduor 52’ · Sifuna 52’ · Ouko 50’ |
| · 50’ ǃGaoseb · 50’ R. Ludick · 52’ Otto · 63’ Benade · 63’ T. Kisting · 63’ L. v.d. Westhuizen · 71’ P. Steenkamp · 76’ Izaacs                                                                             | Sostituzioni | · Mwaura 50’ · Akala 52’ · Chenge 52’ · Odero 52’ · Adaka 68’ · Owilah 68’                                                                                    |
| Allister Coetzee | Allenatori   | Paul Odera |